# Island Girl
Island Girl è un brano rock interpretato da Elton John, scritto dallo stesso cantante britannico con testo di Bernie Taupin.

## Il brano
Era il primo singolo dell'album Rock of the Westies, distribuito il 29 settembre 1975. Ebbe un grande successo, soprattutto negli Stati Uniti: raggiunse infatti la prima posizione della classifica americana Billboard Hot 100 per tre settimane. In Nuova Zelanda e Canada raggiunse la quarta posizione e nel Regno Unito ebbe invece un successo minore (si posizionò infatti al quattordicesimo posto).
Musicalmente parlando, si presenta come un brano rock decisamente ritmato: il sound è differente rispetto ad altri lavori della rockstar, perché la formazione della band era stata cambiata poco prima della registrazione del pezzo (e dell'LP di provenienza). Dee Murray era stato sostituito dal bassista Kenny Passarelli, mentre Nigel Olsson era stato rimpiazzato da Roger Pope (già batterista di Elton ai tempi di Empty Sky): il risultato è un album orientato verso un genere più rock, elettrico e veloce. Island Girl non fa eccezione: sono comunque presenti Davey Johnstone e Ray Cooper. Nel brano sono messi in evidenza strumenti come il mandolino e le marimbas che danno alla melodia tinte esotiche; il pianoforte di Elton è invece caratterizzato da toni dal sapore gospel. 
Il testo di Bernie (letteralmente Ragazza dell'isola) parla di una prostituta, e di un uomo che vuole riportarla nella natìa Giamaica.
La B-side di Island Girl era Sugar On The Floor, composta dalla cantante britannica Kiki Dee: ella ha al suo attivo diverse collaborazioni con Elton (la più famosa è il duetto in Don't Go Breaking My Heart, singolo dal successo mondiale).

## Classifiche
| Classifica (1975)                | Posizione più alta |
| -------------------------------- | ------------------ |
| Official Singles Chart           | 14                 |
| Italia                           | 23                 |
| US Billboard Pop Singles         | 1                  |
| Nuova Zelanda                    | 4                  |
| US Hot Adult Contemporary Tracks | 27                 |
| Canada                           | 4                  |